# Boldklubben 1913
Boldklubben 1913 je dánský fotbalový klub, který hraje v Dánské sérii. Hrají na Campus Road v Odense. V sezóně 1961/62 hráli Pohár mistrů evropských zemí, kde vypadli v 1. kole.
V letech 2006-2013 se sloučily s Boldklubbenem 1909 a Dalumem IF a vytvořili FC Fyn, který soutěžil v dánské 2. a 1. divizi.

## Vystoupení v Evropských pohárech
| Sezóna  | Soutěž                               | Kolo     | Soupeř          | 1. zápas | 2. zápas | Celkem |
| ------- | ------------------------------------ | -------- | --------------- | -------- | -------- | ------ |
| 1961/62 | Pohár mistrů evropských zemí 1961/62 | Předkolo | Spora Lucemburk | 0:6      | 2:9      | 2:15   |
| 1961/62 | Pohár mistrů evropských zemí 1961/62 | 1. Kolo  | Real Madrid     | 0:3      | 0:9      | 0:12   |

## Úspěchy
Dánský pohár: 1962/63